# Esporte Clube Democrata
O Esporte Clube Democrata mais conhecido como Democrata de Governador Valadares, é um clube brasileiro de futebol, com sede na cidade de Governador Valadares, em Minas Gerais. Seu mascote é a pantera e suas cores são o preto e o branco. Fundado em 13 de fevereiro de 1932, o Democrata é principal clube de Governador Valadares e manda seus jogos no Mamudão, com capacidade para 8.675 torcedores.

## História
O Democrata foi fundado no dia 13 de fevereiro de 1932. A maior façanha de sua história foi o segundo lugar no Campeonato Mineiro de 1991. É um dos clubes mais tradicionais de Minas Gerais, figurando entre os 10 clubes do interior com maior número de participações no Campeonato Mineiro.

### O "Expresso do Vale"
Nascido como uma dissidência do extinto Flamengo Football Club, o Democrata dedicou-se nas suas primeiras décadas de vida a competições amadoras em Governador Valadares (chamada de "Figueira do Rio Doce" até 1938) e região, mas ocasionalmente enfrentava em amistosos grandes equipes do futebol nacional, como por exemplo o Botafogo de Mané Garrincha. Nos anos 40, o Democrata formou uma equipe memorável, que excursionou pelas cidades vizinhas do Vale do Rio Doce conquistando bons resultados e um longo período de invencibilidade; esta equipe ficou conhecida como "Expresso do Vale".

### Primeiras Participações no Campeonato Mineiro
O clube estreou na primeira divisão do Campeonato Mineiro em 1969, a convite da Federação Estadual. A partida que marcou a estreia do Democrata na elite do futebol mineiro foi contra a Usipa, de Ipatinga, no dia 26 de janeiro de 1969, no Mamudão, e terminou em empate por 0 a 0. Ao final do campeonato, o Democrata foi apenas o 13º colocado. Mas foi a partir dos anos 80 que o Democrata tornou-se frequentador assíduo da elite do futebol mineiro, participando de todas as edições do campeonato, exceto após ter sido rebaixado em duas ocasiões: em 1987 e 2001, quando disputou, por curtos períodos, a segunda divisão.
Em 1980 e 1982, o Democrata chegou à fase final do Campeonato Mineiro, que contava com 8 equipes. No segundo turno do Campeonato de 1984, o Democrata foi o 4º colocado e enfrentou o Atlético pela semifinal do segundo turno, sendo eliminado com duas derrotas, em Governador Valadares, e no Mineirão.
O primeiro título oficial do Democrata em competições estaduais foi a Taça Minas Gerais de 1981, quando, na final, derrotou o Uberlândia. Na época, a Taça Minas Gerais correspondia a uma das fases do Campeonato Mineiro.

### Tetracampeão do interior e vice-campeão estadual
O período de maior sucesso do Democrata no Campeonato Mineiro entre 1991 e 1994, quando foi o melhor time do interior mineiro (excluindo os clubes de Belo Horizonte: Atlético, Cruzeiro e América) por 4 anos consecutivos, conquistando o título de "Tetracampeão do Interior". Foi neste mesmo período que o Democrata conquistou o vice-campeonato mineiro de 1991, ficando atrás apenas do campeão Atlético e à frente de Cruzeiro e América. O vice-campeonato rompeu um longo período de hegemonia dos times da Capital, que monopolizavam as duas primeiras posições do Campeonato desde 1964 - portanto, desde antes da construção do Mineirão.
Em 1991, a fase final do Campeonato foi disputada por seis equipes: Democrata-GV, Atlético, Cruzeiro, América, Rio Branco de Andradas e Esportivo de Passos. O Democrata fez boa campanha, vencendo 4 dos 5 confrontos disputados no Mamudão, inclusive diante dos poderosos Cruzeiro (2 a 0) e América (3 a 0), mas na última rodada sucumbiu ao Atlético no Mineirão, sendo derrotado por 2 a 0 e dando adeus ao sonho do título estadual. Além do vice-campeonato, o Democrata consagrou o artilheiro do campeonato: Gilmar, com 14 gols.
O time base do Democrata vice-campeão de 1991 era: Sílvio; Borges, Parreira, Walmir e Baiano; Toninho, Marcelo Alves (Coqui), Amando (Quirino) e Edinho (Páscoa); Gilmar Estevam e Élder. O técnico era José Maria Pena.
Em 1993, o Democrata classificou-se novamente para a fase decisiva do Campeonato Mineiro, desta vez disputada por 4 equipes: os três grandes de Belo Horizonte (Atlético, Cruzeiro e América), além do Democrata. Porém, o time de Governador Valadares não conseguiu repetir a façanha de dois anos antes e terminou o quadrangular em último lugar, atrás dos três grandes. A partida que decidiu o Campeonato daquele ano foi disputada, pela primeira vez na História, no Mamudão, entre Democrata e América. O Democrata já não tinha mais chances e foi batido pelo América, que quebrou um longo jejum de títulos que vinha desde 1971.

### Ganhando projeção nacional: Série B e Copa do Brasil
Após a conquista do vice-campeonato estadual em 1991, o Democrata garantiu participação na Copa do Brasil do ano seguinte, figurando pela primeira vez em sua história em uma competição nacional. Porém, o Democrata caiu logo na primeira fase, com um empate em casa e uma derrota em Curitiba contra o Paraná Clube.
O Democrata voltou a participar de uma competição nacional em 1994, quando substituiu o América-MG na Série B do Campeonato Brasileiro. Naquele ano, o América-MG estava cumprindo uma suspensão imposta pela CBF, e o Democrata, na condição de principal força do interior mineiro, ficou com a vaga do Coelho na competição. Porém, o time já não conseguiu repetir o mesmo sucesso do Campeonato Mineiro jogando contra equipes de outros Estados.
A primeira fase Série B era composta por 4 grupos de 6 times separados por critérios geográficos, de forma a diminuir despesas com viagens. Mesmo com esta divisão, o Democrata teve que arcar com longas viagens para o Nordeste do Brasil, que pesaram nas finanças do clube. Os resultados, por outro lado, foram magros: o Democrata jamais passou da 1ª fase da competição. Somando as duas participações (1994 e 1995), o Democrata fez 20 partidas pela Série B e venceu apenas 2 vezes, curiosamente sobre o mesmo time - o Santa Cruz de Recife - a primeira fora de casa, em 1994, a segunda no Mamudão, no ano seguinte. Mesmo vencendo apenas uma vez em 1994, o Democrata se salvou do rebaixamento à Série C, naquele ano, graças a nada menos que 7 empates conquistados nas outras 9 partidas.
O Democrata participou também da Copa do Brasil de 1995, a convite da CBF. Novamente, o time de Governador Valadares se beneficiou com a suspensão imposta ao América-MG, candidato natural à vaga graças à 3ª posição no Campeonato Mineiro do ano anterior. Na fase preliminar, o Democrata eliminou o Goiás com uma vitória por 2 a 0 no Mamudão e uma derrota por 1 a 0 em Goiânia. O confronto seguinte foi contra o Vitória, e o Democrata mais uma vez surpreendeu os visitantes com um 3 a 2 no Mamudão. Esta vitória foi particularmente marcante, já que o Vitória havia sido recentemente vice-campeão brasileiro, em 1993. Porém, na partida de volta o Democrata foi batido por 2 a 0 no Barradão, em Salvador, e deu adeus à Copa do Brasil.

### Crise financeira e decepções em 1998 e 1999
Apesar dos sucessos dentro de campo e do expressivo crescimento da torcida - autointitulada "A Maior do Interior" - o Democrata sofria com a falta de apoio do poder público e dos empresários de Governador Valadares. Assim, o clube foi acumulando dívidas ao mesmo tempo em que progredia no futebol. A partir de 1995 a situação financeira passou a influenciar negativamente o desempenho da equipe, que só escapou do rebaixamento no Campeonato Mineiro na última rodada, ao golear o Rio Branco de Andradas por 5 a 0 em Governador Valadares.
No Brasileiro da Série B daquele ano, o Democrata fez uma campanha sofrível, com direito a uma derrota por 4 a 0 em pleno Mamudão diante do Central de Caruaru (PE) que viria a ser semifinalista da daquele ano, somando apenas 5 pontos em 10 partidas e sendo rebaixado à Série C como o pior dos 24 participantes da Série B.
No início de 1996, o Democrata ameaçou desistir do Campeonato Mineiro se não conseguisse patrocínios junto ao empresariado de Governador Valadares. A situação foi contornada a tempo, mas a campanha do Democrata foi apenas mediana, insuficiente para chegar à fase final mas livre do rebaixamento ao Módulo II. Porém, para evitar despesas com viagens, o Democrata abriu mão de disputar a Série C do Campeonato Brasileiro.
Depois de outra campanha medíocre no Estadual de 97, o Democrata voltou a empolgar sua torcida no campeonato seguinte, quando recebeu patrocínio de uma empresa de loterias da região. O time terminou a primeira fase em 3º lugar, sem perder nenhuma partida em casa. Nas quartas-de-final, enfrentou o América, que havia sido o 6º colocado na primeira fase. Mais uma vez, o Democrata deu adeus ao sonho do título com uma derrota por 1 a 0 no Independência e um empate no Mamudão por 1 a 1, numa partida em que arbitragem foi bastante contestada. Após a eliminação, a parceria com a empresa de loterias foi rompida, e o clube voltou à situação de penúria financeira.
O Campeonato de 1999 apresentou uma mudança na forma de disputa: os três clubes da Capital (Atlético, Cruzeiro e América), juntamente com o Villa Nova, entrariam apenas na 2ª fase. A 1ª fase seria disputada pelas 8 equipes restantes do interior, classificando-se as 4 melhores para a 2ª fase, e a campeã recebendo o título da Taça Minas Gerais e uma cobiçada vaga na Copa do Brasil do ano seguinte. Mesmo com uma equipe mais modesta em relação à de 1998, o Democrata despontou como favorito para a conquista da Taça, fazendo uma campanha invicta até 3 rodadas para o fim. No entanto, o Democrata fez o que parecia impossível: foi derrotado nas 3 últimas partidas, a última delas para a URT em pleno Mamudão por 2 a 1, quando bastava o empate. A URT descontou uma diferença de 8 pontos nas 3 últimas rodadas, conquistando a Taça Minas Gerais e a vaga na Copa do Brasil. Na 2ª fase, o Democrata fez uma campanha irregular e terminou em 5º.
Neste período, mesmo com a crise financeira, o Democrata não deixou de revelar novos talentos para o futebol, como por exemplo o zagueiro Lúcio e os atacantes Fábio Júnior, Ronniê, Tico Mineiro, Wilson Mineiro e Peres, lembrando ainda do inesquecivel treinador ( aux-tec do time principal), e que assumiu a dificil missao de implantar o futebol feminino na cidade. ( Josedeck Barbosa ) conhecido no meio futebolistico como, Deck Barbosa, foi o primeiro tecnico do principal time feminino da cidade, e que com o time, Democrata-Dom felippe fez historia no esporte local. Dando inicio assim ao futebol feminino em Governador Valadares.

### Declínio e rebaixamento ao Módulo II
A mesma forma de disputa foi mantida para 2000, porém desta vez a URT ganhou com folgas o título da Taça Minas Gerais e a vaga na Copa do Brasil; o Democrata limitou-se a garantir a classificação para a segunda fase do campeonato. Na segunda fase, livre dos riscos de rebaixamento, o Democrata somou aos seus problemas uma epidemia de Dengue que assolou vários jogadores do elenco. Com o time "dengoso", o Democrata perdeu 11 das 14 partidas e terminou em último lugar dentre os 8 participantes da segunda fase - um mau prenúncio para o ano seguinte.
Depois de tantos altos e baixos, com os cofres praticamente vazios e as rendas de bilheteria sendo frequentemente penhoradas para o pagamento de dívidas, o Democrata teve seu inevitável encontro com o rebaixamento no Campeonato de 2001, ao terminar a primeira fase como o penúltimo colocado dentre os 12 participantes. A partida que selou o destino do Democrata rumo ao Módulo II aconteceu em 7 de Abril de 2001, no Mamudão, em que o Democrata foi batido pelo América por 1 a 0.

### Retorno ao Módulo I, participação na Série C e Copa do Brasil
O rebaixamento e a crise financeira forçaram uma mudança na direção do clube: Langlebert Drumond "passou o bastão" para a dupla Luís Bento de Macedo e Edvaldo Soares. Porém, os resultados dentro de campo não apareceram de imediato, e a Pantera amargou um 2002 frustrante, eliminada do Módulo II ainda na 1ª fase, realizando meras 6 partidas, 3 empates e uma única vitória, marcando apenas 2 gols em toda a competição. A "temporada" do Democrata havia durado apenas 1 mês.
Em 2003, o clube sagrou-se campeão mineiro de juniores. Com o título estadual, os juniores conquistaram o direito de participar da Copa São Paulo de Futebol Júnior de 2005, onde caíram na primeira fase. Porém, os jovens talentos formados no Mamudão formariam a base do time que lutaria pelo retorno ao Módulo I nos anos seguintes.
Em 2005, ao vencer o Campeonato Mineiro de Futebol - Módulo II - equivalente à segunda divisão estadual - conseguiu retornar ao Módulo I da primeira divisão, quatro anos após o rebaixamento. O Democrata sagrou-se campeão batendo o tradicional adversário Rio Branco de Andradas por 2 a 1, na última rodada da fase final, diante de um Mamudão lotado. A torcida vibrou muito com o acesso e com o título, o primeiro desde a Taça Minas Gerais de 1981.
Em 2007, o clube fez uma ótima campanha no Campeonato Mineiro, graças a uma parceria com o Clube Atlético Mineiro, ficando em 3º lugar e garantindo a sua participação no Campeonato Brasileiro da Série C daquele mesmo ano e na Copa do Brasil do ano seguinte.
O grupo do Democrata na primeira fase do Campeonato Brasileiro da Série C contou com Villa Nova (MG), Juventus (SP) e Madureira (RJ). Para a segunda fase, classificaram-se Villa Nova (MG) e Democrata. O Democrata foi eliminado na segunda fase, num grupo que contava com Roma (PR), Bragantino (SP) e Esportivo (RS).
O Bragantino (SP), que se classificou para a fase seguinte, juntamente com o Esportivo (RS), acabou sendo o campeão da Série C. Importante destacar que nos confrontos com o Bragantino (SP), o Democrata perdeu em Bragança Paulista por 1x0, com um gol no último minuto do jogo, e em Governador Valadares, mesmo já estando matematicamente eliminado, fez sua mais espetacular partida: após estar perdendo por 3x0, o Democrata virou o jogo e venceu por 5x3.
Em 2008, o Democrata voltaria a enfrentar o Bragantino (SP) pela primeira fase da Copa do Brasil, vencendo a primeira partida por 3 a 2 em Governador Valadares, mas perdendo fora de casa por 2 a 1 e sendo eliminado por ter feito menos gols fora de casa.

## Títulos
| ESTADUAIS         | ESTADUAIS                                    | ESTADUAIS | ESTADUAIS               |
|                   | Competição                                   | Títulos   | Temporadas              |
| ----------------- | -------------------------------------------- | --------- | ----------------------- |
|                   | Taça Minas Gerais                            | 1         | 1981                    |
|                   | Campeonato Mineiro - Módulo II               | 2         | 2005 e 2016             |
|                   | Campeonato Mineiro do Interior               | 4         | 1991, 1993, 1994 e 2007 |
|                   | Taça Inconfidência                           | 1         | 2022                    |
| OUTRAS CONQUISTAS |                                              |           |                         |
|                   | Competição                                   | Títulos   | Temporadas              |
|                   | Torneio Quadrangular de Vitória da Conquista | 1         | 1985                    |

### Campanhas de destaque
- Vice-Campeonato Mineiro 1991
- Vice-Campeonato Mineiro - Módulo II 1978, 2014 e 2021

### Categoria de Base
- Campeão Mineiro de Juniores 2003

## Estatísticas

### Participações
|  | Participações em 2025 |

| Competição   | Competição           | Temporadas | Melhor campanha       | Anos                                                                                    | P | R |  |
| Minas Gerais | Campeonato Mineiro   | 39         | Vice-campeão (1991)   | 1969-1970, 1975-1976, 1979-1987, 1989, 1991-2001, 2006-2012, 2015, 2017-2018, 2022-2025 |   | 8 |  |
| Minas Gerais | Módulo II            | 22         | Campeão (2005 e 2016) | 1964-1968, 1977-1978, 1988, 2002-2005, 2013-2014, 2016, 2019-2021                       | 8 | – |  |
| Minas Gerais | Troféu Inconfidência | 3          | Campeão (2022)        | 2022-2023, 2025                                                                         |   |   |  |
| Brasil       | Série B              | 2          | 18º colocado (1994)   | 1994-1995                                                                               | – | 1 |  |
| Brasil       | Série C              | 1          | 27º colocado (2007)   | 2007                                                                                    | – | – |  |
| Brasil       | Série D              | 2          | 21° colocado (2023)   | 2023, 2026                                                                              | – | – |  |
| Brasil       | Copa do Brasil       | 4          | 1ª fase (4 vezes)     | 1992, 1995, 2008, 2023                                                                  |   |   |  |